# Niederkirchen (St. Wendel)
Niederkirchen ist ein Stadtteil der Stadt St. Wendel im gleichnamigen Landkreis im Saarland. Bis Ende 1973 war Niederkirchen eine eigenständige Gemeinde.

## Geographie
Niederkirchen liegt im Tal der Oster ca. 6 km östlich von St. Wendel. Zwischen der Kreisstadt und diesem Stadtteil liegt der Staatsforst St. Wendel.

## Geschichte
Das Ostertal war Bodenfunden zufolge bereits in prähistorischer Zeit bewohnt. Funde aus den  Niederkircher Fluren Heidenköpfchen (1928 und 1934/35) und Steinpforr dokumentieren ferner eine römische Besiedlung.
In einer Urkunde vom 17. November 880 schenkt Ludwig der Deutsche ein königliches Lehen Osternaha der Frankfurter Salvatorkapelle. Dies ist die erste bekannte Erwähnung des mittleren Ostertals im Mittelalter. In einer Bestätigungsurkunde Ottos II. (12. April 977) wird erstmals eine Kirche (mutmaßlich Niederkirchen) erwähnt.
Im Laufe der folgenden Jahrhunderte wechseln die Ostertaler Güter mehrfach den Besitzer, am Ende (1444) erbt sie das Herzogtum Pfalz-Zweibrücken. 1538 wird die Reformation eingeführt; die Klöster im Herzogtum werden aufgelöst. Im Dreißigjährigen Krieg wird Niederkirchen wie das gesamte Ostertal schwer verwüstet und entvölkert, 1677 erneut durch französische Truppen niedergebrannt. Im 18. Jahrhundert kommt es zu einer wirtschaftlichen Erholung unter den Wittelsbachern. Die Reformation verbleibt.
Nach der Besetzung des Linken Rheinufers durch französische Revolutionstruppen (1794) gehörte Niederkirchen von 1798 bis 1814 zum Kanton St. Wendel im Arrondissement Saarbrücken im Saardepartement. Niederkirchen wurde Sitz einer Mairie zu der auch die Orte Bubach, Hoof, Marth, Osterbrücken und Saal gehörten.
Nach dem Wiener Kongress (1815) gelangt die Gemeinde als ehemals pfälzisches Land an den bayerischen Rheinkreis, der angrenzende Landkreis Ottweiler hingegen fällt an die  preußischen Rheinprovinz, die 1832 – nach Auflösung der Sachsen-Coburg-Gothaer Enklave Fürstentum Lichtenberg – auch weite Teile des Landkreises St. Wendel aufnimmt.
Nach dem Ersten Weltkrieg (1914–1918) und dem Inkrafttreten des Versailler Vertrags 1920 wirkte sich diese Grenzziehung, die zwischen Niederkirchen und Sankt Wendel, Saal und Werschweiler verlief, wirtschaftlich stark aus. Denn die angrenzenden Landkreise Ottweiler und große Teile des Landkreises  St. Wendel fielen 1920 an das wirtschaftlich von Frankreich abhängige Saargebiet, während Niederkirchen mit dem mittleren Ostertal pfälzisch blieb. Jedoch waren viele Ostertaler Arbeiter zwischen 1920 und 1935 im Saargebiet beschäftigte Grenzgänger und überschritten zwischen Arbeitsstelle und Wohnung zweimal täglich eine Zollgrenze.
Nach dem Zweiten Weltkrieg kam Niederkirchen  und die weiteren Ostertaler Gemeinden Hoof, Marth, Saal, Osterbrücken und Bubach (heute Stadtteile der Kreisstadt St. Wendel) nach einer Volksabstimmung den bayerisch-pfälzischen Landkreis Kusel und wechselte in den Landkreis St. Wendel des damals autonomen Saarlands. Hauptanliegen der Ostertaler Bevölkerung war die Arbeitsplatzsicherheit für die meist im Saarland arbeitenden Menschen. Die Ängste schienen begründet, da 1929 Pfälzer die ersten waren, die von Entlassungen im damals französisch verwalteten Saargebiet betroffen waren.
Bei der Kreisreform im Saarland wurden das Amt und die Gemeinde aufgelöst. Seit dem 1. Januar 1974 gehört somit die ehemalige Gemeinde Niederkirchen i. O. zur Kreisstadt Sankt Wendel.

## Politik
Seit 1994 bilden die St. Wendeler Stadtteile Bubach, Marth, Niederkirchen und Saal einen gemeinsamen Gemeindebezirk. Der Ortsrat des Gemeindebezirks hat elf Mitglieder, Ortsvorsteher ist Marko Cullmann, SPD.
Die Sitzverteilung nach den letzten Wahlen:
| Wahl | CDU | SPD | Linke | FLMO | Gesamt   |
| 2019 | –   | 7   | 1     | 3    | 11 Sitze |
| 2014 | 3   | 7   | 1     | –    | 11 Sitze |
| 2009 | 2   | 6   | 3     | –    | 11 Sitze |
| 2004 | 4   | 7   | –     | –    | 11 Sitze |
| 1999 | 3   | 8   | –     | –    | 11 Sitze |
| 1994 | 2   | 8   | –     | 1    | 11 Sitze |

## Infrastruktur
Bis 1980 beförderte die 1934 bis 1938 gebaute Ostertalbahn Personen und Güter zwischen Ottweiler und Schwarzerden. Diese Bahn existiert heute noch und wird u. a. als Museumsbahn in Trägerschaft des Arbeitskreises  Ostertalbahn e. V. (AkO) betrieben. Die Bundesstraße 420 folgt dieser Strecke. 

## Kultur und Sehenswürdigkeiten

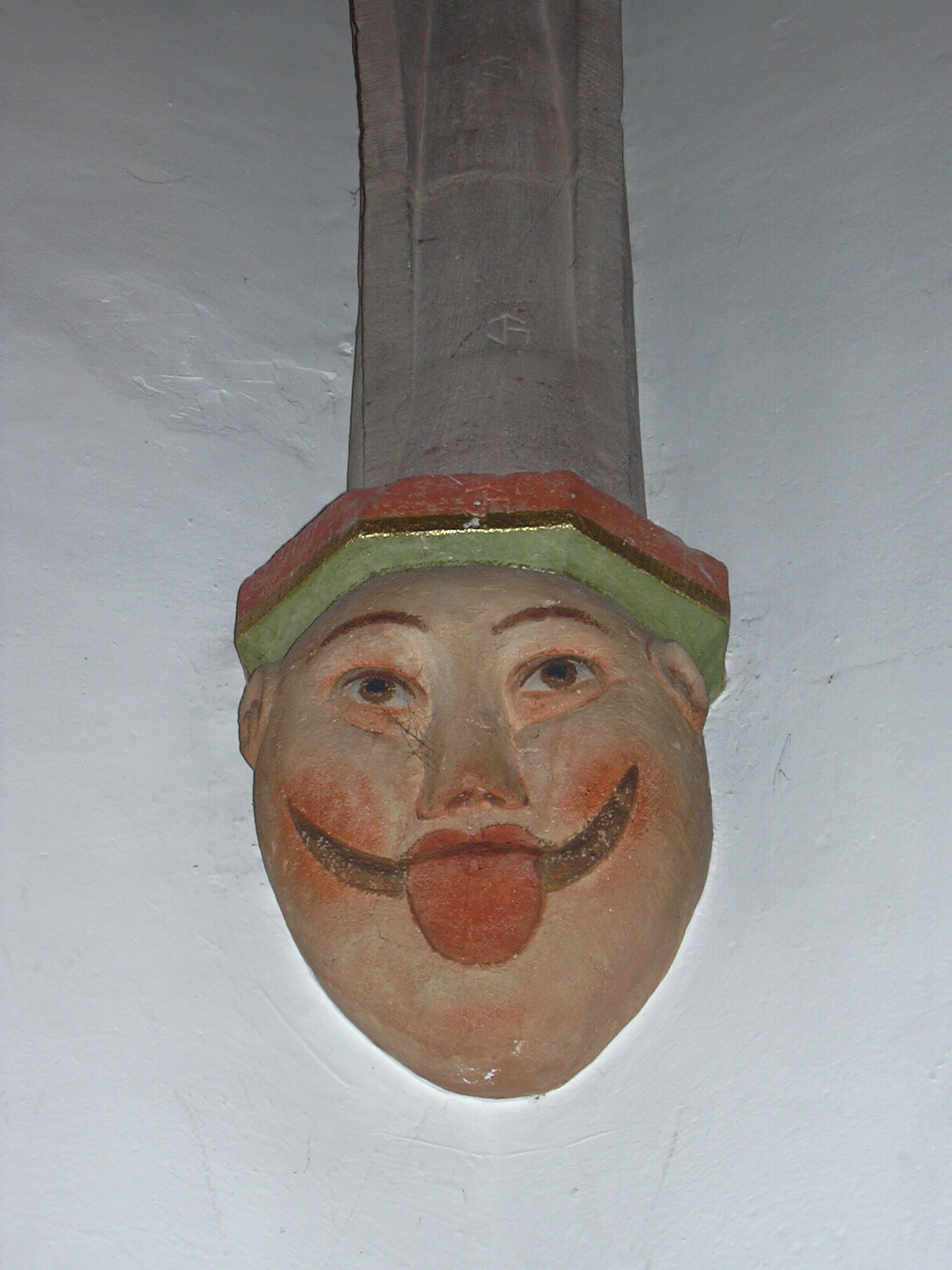
Protestantische Kirche Niederkirchen: Maskenkonsole

### Margarethenkirche
Herausragende Sehenswürdigkeit von Niederkirchen ist die im Kern romanisch-frühgotische, seit Einführung der Reformation 1538 protestantische Margarethenkirche. Älteste Teile (12./13. Jahrhundert) sind das Untergeschoss des Turms und ein tonnengewölbter Raum an der Nordseite, der heute als Taufkapelle genutzt wird. Der Turm wurde im 16. Jahrhundert durch ein vorkragendes Obergeschoss mit Spitzhelm aufgestockt. Das südliche Langhaus (datiert 1517) weist kräftige Strebepfeiler auf. Hier sind auch die spätgotischen Fenster mit ihrem kompletten Maßwerk erhalten.
Der Innenraum (3-schiffig) ist durch spätgotische Netzgewölbe geprägt. Groteske Masken dienen als Konsolenfiguren. Die Schlusssteine sind vielseitig symbolischen Inhalts, u. a. findet sich der Bundschuh. Ein anderes – ungeklärtes – Motiv ist eine Hand, die sich nach einem Ring ausstreckt; das gleiche Motiv findet sich ein zweites Mal an der Choraußenwand. Als heutige protestantische Kirchengemeinde von Niederkirchen im Dekanat Kusel gehört es der evangelischen Kirche der Pfalz an.
Im Glockenturm befindet sich das älteste komplett erhaltene Duettgeläut im Saarland. Beide Glocken des Meisters Otto von Speyer wurden 1414 in Bronze gegossen. Die große Glocke in as1 (650 kg, ⌀ 102,1 cm) und die kleine Glocke in b1 (400 kg, ⌀ 88 cm) sind seit 1985 auf einem vierfächrigen Holzglockenstuhl aufgehängt, wo sie auch neue Ellipsoidklöppel erhielten.

## Bildungsstätten
- Kindergarten
- Grundschule: Die erste Schule in Niederkirchen wurde 1561/62 gegründet, seither gab es mehrere Neu- und Umbauten. Der aktuelle Volksschulbau stammt aus dem Jahr 1964 und besitzt seit 1996 den Status einer  Grundschule.
- Ehemaliges Saartechnikum (Berufsschule), in einem von 1931 bis 1964 als Regelschule genutzten Gebäude.
- Eine ehemalige hauswirtschaftliche Berufsschule in der Rathausstraße, gebaut 1953, existiert nicht mehr; der Baukörper wurde zu Privatwohnungen umfunktioniert.